# Елизабет фон Хоенщауфен
Елизабет фон Хоенщауфен, известна още и като Беатрис Швабска (на испански: Beatriz de Suabia), е германска принцеса и кралица на Кастилия и Леон като съпруга на крал Фернандо III (Кастилия).

## Биография
Родена е около 1203 – 1205 г. в Нюрнберг, Херцогство Бавария. Дъщеря е на германския крал и швабски херцог Филип и на византийската принцеса Ирина Ангелина. По майчина линия Елизабет е внучка на византийския император Исак II Ангел.
След смъртта на баща ѝ Елизабет е поставена под опеката на братовчед си – сицилианския крал Фридрих, бъдещ свещен римски император Фридрих II. Фридрих урежда брака на Елизабет за краля на Кастилия Фернандо III (1199 – 1252). Сватбата им е отпразнувана в края на ноември 1219 г. в манастира Сан Соило, близо до Карион де лос Кондес, Кастилия. В Кастилия Елизабет става известна с името Беатрис.
Елизабет умира на 5 ноември 1235 г. в Торо. Погребана е в манастира Санта Марие ла Реал де лас Уелгас в Бургос. По-късно синът ѝ Алфонсо пренася останките ѝ в Севилската катедрала.

## Деца
Елизабет ражда на Фернандо III девет деца:
- Алфонсо X (1221 – 1284), крал на Кастилия и Леон;
- Федрик Кастилски (1223 – 1277), екзекутиран по заповед на брат му Алфонсо X;
- Фернандо Кастилски (1225 – 1245/1248);
- Леонор Кастилска (* 1226);
- Беренгела Кастилска (1228 – 1289), монахиня;
- Енрике Кастилски (1230 – 1303);
- Филипе Кастилски (1231 – 1274), архиепископ на Севиля;
- Санчо Кастилски (1233 – 1261), архиепископ на Толедо;
- Мануел Кастилски (1234 – 1283).